# Elena Bódisová
Elena Bódisová (* 19. prosince 1941) byla slovenská a československá politička a bezpartijní poslankyně Sněmovny lidu Federálního shromáždění za normalizace.

## Biografie
K roku 1986 se profesně uvádí jako pracovnice živočišné výroby JZD. Ve volbách roku 1986 zasedla jako bezpartijní poslankyně do Sněmovny lidu (volební obvod č. 143 – Čalovo, Západoslovenský kraj). Ve Federálním shromáždění setrvala do konce funkčního období, tedy do svobodných voleb roku 1990. Netýkal se jí proces kooptací do Federálního shromáždění po sametové revoluci.